# Hans von Seeckt
Johannes Friedrich "Hans" von Seeckt (22 tháng 4 năm 1866 – 27 tháng 12 năm 1936) là một vị Sĩ quan Quân đội Đức, ông là người có công gầy dựng lực lượng Quân đội Liên bang Đức (Reichswehr) trong thời kỳ Cộng hòa Weimar. Ông được xem là người đặt nền móng cho các chiến thuật Blitzkrieg của Đức.
Trong cuộc Thế chiến thứ nhất, ông lập nên nhiều công tích trên Mặt trận phía Đông. Tên tuổi của ông gắn liền với chiến thắng hiển hách của quân lực Đức trong trận Gorlice-Tarnów, chọc thủng phòng tuyến của quân Nga và đánh đuổi quân Nga ra khỏi đất Ba Lan.

## Sách đọc thêm
- Craig, Gordon. The Politics of the Prussian Army 1640-1945. Oxford University Press, 1964.
- Corum, James. The Roots of Blitzkrieg: Hans von Seeckt and German Military Reform. University Press of Kansas, 1992.
- The American Heritage Picture History of World War II Volume One. New York: American Heritage Publishing Company, 1966
- Albert Seaton. The German Army 1933-45. ISBN 0 297 78032 9